# Gran Premi d'Itàlia del 1998
Resultats del Gran Premi d'Itàlia de Fórmula 1 de la temporada 1998 disputat al circuit de Monza el 13 de setembre del 1998.

## Resultats
| Pos | No | Pilot                 | Equip                  | Voltes | Temps/ Retirada  | Pos. de sortida | Punts |
| --- | -- | --------------------- | ---------------------- | ------ | ---------------- | --------------- | ----- |
| 1   | 3  | Michael Schumacher    | Ferrari                | 53     | 1h 17' 10. 3     | 1               | 10    |
| 2   | 4  | Eddie Irvine          | Ferrari                | 53     | + 37.977 s       | 5               | 6     |
| 3   | 10 | Ralf Schumacher       | Jordan - Mugen - Honda | 53     | + 41.152 s       | 6               | 4     |
| 4   | 8  | Mika Häkkinen         | McLaren - Mercedes     | 53     | + 55.671 s       | 3               | 3     |
| 5   | 14 | Jean Alesi            | Sauber - Petronas      | 53     | + 1' 01.872 min. | 8               | 2     |
| 6   | 9  | Damon Hill            | Jordan - Mugen - Honda | 53     | + 1' 06.688 min. | 14              | 1     |
| 7   | 2  | Heinz-Harald Frentzen | Williams - Mecachrome  | 52     | + 1 Volta        | 12              |       |
| 8   | 5  | Giancarlo Fisichella  | Benetton - Playlife    | 52     | + 1 Volta        | 11              |       |
| 9   | 21 | Toranosuke Takagi     | Tyrrell - Ford         | 52     | + 1 Volta        | 19              |       |
| 10  | 18 | Rubens Barrichello    | Stewart - Ford         | 52     | + 1 Volta        | 13              |       |
| 11  | 23 | Esteban Tuero         | Minardi - Ford         | 51     | + 2 Voltes       | 22              |       |
| 12  | 20 | Ricardo Rosset        | Tyrrell - Ford         | 51     | + 2 Voltes       | 18              |       |
| 13  | 12 | Jarno Trulli          | Prost - Peugeot        | 50     | + 3 Voltes       | 10              |       |
| Ret | 19 | Jos Verstappen        | Stewart - Ford         | 39     | Caixa canvi      | 17              |       |
| Ret | 1  | Jacques Villeneuve    | Williams - Mecachrome  | 37     | Virolla          | 2               |       |
| Ret | 17 | Mika Salo             | Arrows                 | 32     | Accelerador      | 16              |       |
| Ret | 6  | Alexander Wurz        | Benetton - Playlife    | 24     | Caixa canvi      | 7               |       |
| Ret | 7  | David Coulthard       | McLaren - Mercedes     | 16     | Motor            | 4               |       |
| Ret | 11 | Olivier Panis         | Prost - Peugeot        | 15     | Vibracions       | 9               |       |
| Ret | 22 | Shinji Nakano         | Minardi - Ford         | 13     | Motor            | 21              |       |
| Ret | 15 | Johnny Herbert        | Sauber - Petronas      | 12     | Virolla          | 15              |       |
| Ret | 16 | Pedro Diniz           | Arrows                 | 10     | Virolla          | 20              |       |

## Altres
- Pole: Michael Schumacher 1' 25. 298

- Volta ràpida: Mika Häkkinen 1' 25. 139 (a la volta 45)